# Брендон Уолш
Брендон Уолш (англ. Brandon Walsh) — персонаж телесериала «Беверли-Хиллз, 90210». Придуман сценаристом Дарреном Старом. Роль Брендона исполнил американский актёр Джейсон Пристли.

## Персонаж

### Беверли-Хиллз, 90210
Брат-близнец Бренды, сын Джима и Синди. Честный, открытый, персонаж стремится поступать правильно. Всегда отговаривает Бренду от поспешных решений и глупых поступков, на которые способна его сестра. Готов в любую минуту прийти на помощь своим друзьям. При всех своих положительных чертах имеет и недостатки, среди которых — проблемы с азартными играми.
Среди всех остальных персонажей шоу Брендон с самого начала показан как юноша, прекрасно различающий грань между добром и злом, при этом являясь яростным защитником первого. Примечательно, что наравне с романтическими проблемами, характерными для молодёжных телесериалов, в сюжетных линиях Брендона, зрители видят острые социальные проблемы.
В сложных ситуациях персонаж представлен в конфликте, который помогает юноше расти, как личности. К примеру, Брендон переживает, что не может преуспеть по истории, и в конечном счёте оказывается перед возможностью сжульничать, используя на контрольной готовые ответы, однако, поставив под удар свою честь и дружбу с Андреа, мальчик решает самостоятельно справиться с трудностями. В отношениях с волейболисткой Брук Александер Брендон изображён, как ярый защитник меньшинств — он остро воспринимает высказывания девушки в адрес Андреа Цукерман и бездомных людей, в итоге приведших к расставанию молодых людей.
Юноше не нравится, что племянница их домработницы, мексиканка Карла, вынуждена прислуживать на званном вечере, который устроил у себя его отец Джим. Кроме того, его раздражают сальности, которые произносит коллега Джима в адрес Карлы, и удивляется, что его отец, порядочный человек, закрывает на это глаза.

#### Карьера журналиста
Брендон — талантливый журналист, работавший в школьной газете «Блэйз» (англ. The Blaze) вместе с Андрэа, а также в газете Калифорнийского университета «Кондор» (англ. The Condor). Также работал режиссёром на университетском радио, выдвигался в президенты студенческого совета. Позже вместе со Стивом юноша становится владельцем небольшой газеты Раша Сандерса под названием «Ритм Беверли» (англ. Beverly Beat).

#### Романтические отношения
Брендон — один из персонажей, за плечами у которого наибольшее количество романов. В финальном эпизоде третьего сезона девочки спели на школьном капустнике песню-пародию «Brandon», во время которой зрители видят монтаж из сцен, в которых Брендон целует разных девушек.
Брендон встречался со школьной подругой Шерил, с которой он потерял девственность, когда она приехала погостить к Уолшам; с Марианной Мур в первой серии — самой популярной девочкой в школе; с матерью-одиночкой Мелиссой; фигуристкой Тришей, спортсменкой Брук Александр, с которой он расстался из-за её расистских высказываний; с Никки Уитт, у которой был парень, избивавший её; с Эмили Валентайн, у которой была неустойчивая психика — девушка буквально преследовала Брендона и собиралась устроить пожар во дворе Уолшей. Некоторое время спустя Брендон встретился с Эмили во время поездки в Сан-Франциско. В первый год в колледже Брендон встретил роковую красавицу Люсинду Николсон, с которой у юноши начинается тайный роман — женщина оказалось женой профессора, преподававшего на курсе у Брендона.
Но особые отношения связывают Брендона с Келли. В первом сезоне, когда Келли хочет пригласить Брендона на школьные танцы, он соглашается, но поняв, какие чувства испытывает к нему Келли, говорит, что девушка для него как сестра. Они долго были друзьями, прежде чем осознали чувства, возникшие между ними — в финале четвёртого сезона Келли приезжает в Вашингтон, чтобы поддержать Брендона, и между молодыми людьми начинается роман. Однако в тот момент Келли встречалась с Диланом, и в отношениях троих ребят настали серьёзные перемены.
На протяжении следующих восьми лет Келли и Брендон то сходились, то снова расставались. Келли так и не вышла за него замуж, потому что оба поняли, что не готовы к семейной жизни. После неудачной попытки жениться на Келли, некоторое время спустя Брендон, как и многие его друзья, уехал из Беверли-Хиллз в Вашингтон .

### 90210: Новое поколение
В одном из эпизодов нового сериала, Бренда передаёт Келли привет от брата, сказав, что он в Вашингтоне «со своей семьёй».
Джейсону Пристли предложили вернуться в сериал в роли Брендона, но актёр занял твёрдую позицию, сказав, что «не видит сюжетной линии, достаточно хорошей для своего героя», Брендона Уолша, но согласился выступить в качестве режиссёра — он снял эпизод «Off The Rails», в котором у Эйрин Сильвер происходит нервный срыв. На съёмочной площадке актёр встретился со своей коллегой Дженни Гарт.

### Другие появления
Джейсон Пристли появляется в одном из эпизодов сериала «За что тебя люблю», где Дженни Гарт (исполнительница Келли Тейлор), играла главную роль. По сюжету персонаж Пристли по имени Чарли встречает героиню Гарт, Вэлори, и спрашивает, не узнаёт ли она его. Мужчина напоминает, что он был редактором школьного журнала, а Вэлори дружила с его сестрой — этот прямая отсылка к сюжету «Беверли-Хиллз, 90210».
В 2010 году Пристли появился в рекламе винтажных джинсов «Old Navy» вместе с Габриэль Картерис в роли Андреа. По сюжету, как и в школьные времена, женщина влюблена в него.

## Производство

### Критика
Персонаж получил положительные отзывы критиков.

### Влияние
Согласно известному словарю сленга «Urban Dictionary» в употребление вошла фраза «Синдром Брендона Уолша» (англ. Brandon Walsh Syndrome). Эта фраза говорит о девушке, которая влюбляется в брата своей подруги, зная, что между ними могут быть лишь платонические отношения — это отсылает к взаимоотношениям Брендона и Андреа Цукерман. Кроме того, датская музыкальная группа Me Vs. I написала песню под названием «Brandon Walsh Syndrome».
Весной 2012 года объединение «PJ Media: The Voice Of Free America» объявило о создании «Премии имени Брендона Уолша» (англ. Brandon Walsh Awards):
«Я использовал именно это метафорическое название потому, что огромная доля современных молодых репортёров и журналистов в расцвете своей карьеры провели несколько лет, наблюдая за персонажем Джейсона Пристли из „Беверли-Хиллз, 90210“, который изобразил страстного Голливудского журналиста-либерала и просто хорошего парня, который получил Пулитцера и принял участие в работе комитета Лиги Наций» [Герой покинул шоу, приняв предложение о работе в «The New York Chronicle»]. Персонаж всячески показывал, что каждый либерал — это в первую очередь невероятно умный человек, аристократ, проявляющий все те качества, за которые журналист получает премию Пулитцера. Именно из-за отсутствия этих качеств, а также слабого образования, несколько поколений молодых журналистов не смогли найти себя в профессии.